# Ян Бінь (борець)
Ян Бін (кит.: 杨斌; нар. 10 липня 1989, Цзаочжуан, провінція Шаньдун) — китайський борець греко-римського стилю, чемпіон та дворазовий бронзовий призер чемпіонатів Азії, бронзовий призер Азійських ігор, учасник Олімпійських ігор.

## Життєпис
Боротьбою почав займатися з 2009 року.
Виступає за борцівський клуб Шаньдуну. Тренер — Лі Гуо.
На літніх Олімпійських іграх 2016 року в Ріо-де-Жанейро переміг Зієда Аєта Ікрама, який представляв Марокко і пробився до чвертьфіналу, де програв майбутньому чемпіонові ігор Роману Власову з Росії. Отримав право поборотися за бронзову нагороду у втішних сутичках, але поступився Кіму Хьону У з Південної Кореї, посівши в результаті дев'яте місце.

## Спортивні результати на міжнародних змаганнях

### Виступи на Олімпіадах
| Змагання                    | Збірна | Вагова категорія                 | Місце |
| --------------------------- | ------ | -------------------------------- | ----- |
| Літні Олімпійські ігри 2016 | Китай  | греко-римська боротьба, до 75 кг | 9     |

### Виступи на Чемпіонатах світу
| Змагання                        | Збірна | Вагова категорія                 | Місце |
| ------------------------------- | ------ | -------------------------------- | ----- |
| Чемпіонат світу з боротьби 2013 | КНР    | греко-римська боротьба, до 74 кг | 8     |
| Чемпіонат світу з боротьби 2015 | КНР    | греко-римська боротьба, до 75 кг | 20    |
| Чемпіонат світу з боротьби 2019 | КНР    | греко-римська боротьба, до 77 кг | 32    |

### Виступи на Чемпіонатах Азії
| Змагання                       | Збірна | Вагова категорія                 | Місце  |
| ------------------------------ | ------ | -------------------------------- | ------ |
| Чемпіонат Азії з боротьби 2014 | КНР    | греко-римська боротьба, до 75 кг | Бронза |
| Чемпіонат Азії з боротьби 2015 | КНР    | греко-римська боротьба, до 75 кг | 7      |
| Чемпіонат Азії з боротьби 2017 | КНР    | греко-римська боротьба, до 75 кг | Бронза |
| Чемпіонат Азії з боротьби 2018 | КНР    | греко-римська боротьба, до 77 кг | Золото |

### Виступи на Азійських іграх
| Змагання           | Збірна | Вагова категорія                 | Місце  |
| ------------------ | ------ | -------------------------------- | ------ |
| Азійські ігри 2014 | КНР    | греко-римська боротьба, до 75 кг | 11     |
| Азійські ігри 2018 | КНР    | греко-римська боротьба, до 77 кг | Бронза |

### Виступи на інших змаганнях
| Змагання                                                         | Збірна | Вагова категорія                 | Місце  |
| ---------------------------------------------------------------- | ------ | -------------------------------- | ------ |
| Кубок Тахті 2015                                                 | КНР    | греко-римська боротьба, до 75 кг | 9      |
| Кубок Владислава Пітласинські 2015                               | КНР    | греко-римська боротьба, до 75 кг | 17     |
| Гран-прі Парижа з боротьби 2016                                  | КНР    | греко-римська боротьба, до 75 кг | Срібло |
| Гран-прі Угорщини з боротьби 2016                                | КНР    | греко-римська боротьба, до 75 кг | Золото |
| Олімпійський кваліфікаційний турнір з боротьби 2016 (Астана)     | КНР    | греко-римська боротьба, до 75 кг | Бронза |
| Олімпійський кваліфікаційний турнір з боротьби 2016 (Улан-Батор) | КНР    | греко-римська боротьба, до 75 кг | Срібло |
| Кубок Владислава Пітласинські 2016                               | КНР    | греко-римська боротьба, до 75 кг | Бронза |
| Cerro Pelado International 2017                                  | КНР    | греко-римська боротьба, до 75 кг | Золото |
| Гран-прі Угорщини з боротьби 2018                                | КНР    | греко-римська боротьба, до 77 кг | 7      |
| Меморіал Олега Караваєва 2019                                    | КНР    | греко-римська боротьба, до 82 кг | 9      |
| Кубок Владислава Пітласинські 2019                               | КНР    | греко-римська боротьба, до 77 кг | 12     |
| Турнір Маттео Пелліцоне 2020                                     | КНР    | греко-римська боротьба, до 77 кг | 15     |